# شتولبرغ (راينلاند)
شتولبرغ (راينلند) (بالألمانية: Stolberg (Rhineland)) هي مدينة وبلدة ألمانية تقع في ألمانيا في آخن. يقدر عدد سكانها بـ 58,540 نسمة .

## المدن التوأمة
مدن Faches-Thumesnil، فالوغنس و شتولبرغ (راينلاند) هي مدن توأمة لـاشتولبرغ (راينلند).

## أعلام
- نوربرت والتر بيترز
- فكتور هولتز
- فرنسيس إكس. ماكجرو
- أرندت كون
- إيلك بارث
- اندرياس فوس